# Scala Bovis

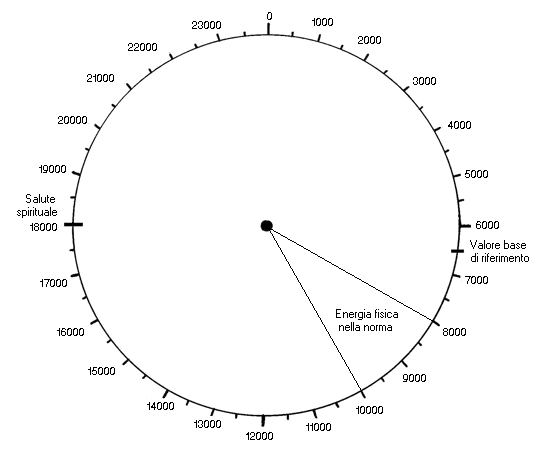
Un modello del biometro di Bovis

La scala Bovis, o biometro di Bovis, dal nome del francese Andrè Bovis (1871-1947), è un tipo di misurazione utilizzata per quantificare le vibrazioni sottili che nell'ambito dell'esoterismo e della rabdomanzia si ritengono emanate da luoghi, oggetti o esseri viventi, in base al valore delle radiazioni emesse. Si tratta di concetti pseudoscientifici privi di qualsiasi prova sperimentale.

## Proprietà della scala
Bovis la ideò costruendo un quadrante, che può assumere forma di righello o più generalmente di un semicerchio graduato, sopra il quale faceva oscillare un pendolo di cristallo con punta metallica, appeso a un filo doppio. A seconda della direzione in cui si muoveva il pendolo egli stabiliva quello che riteneva essere il livello di vitalità intrinseca dell'oggetto esaminato. 
L'unità di misura della scala Bovis viene espressa in UB (Unità Bovis).

## Misurazione dei cibi

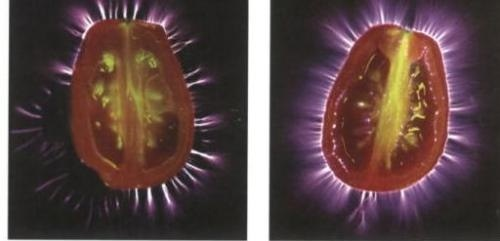
Foto Kirlian di un pomodoro, prima della cottura (a destra) e dopo la cottura (a sinistra)

Il lavoro di Bovis è stato ulteriormente sviluppato dall'ingegnere elettrico André Simoneton, che alla fine degli anni quaranta perfezionò la scala Bovis e la utilizzò per valutare i cibi, classificandoli in base al grado di freschezza ed energia.
Introducendo il concetto di «radiovitalità» (radiovitalité), Simoneton suddivise in particolare gli alimenti in quattro categorie fondamentali, in base al grado di energia radionica emessa:
- da 6500 a 10000 UB e oltre: i cibi al di sopra di 6500 angstrom, che Simoneton considerava la normale lunghezza d'onda emanata dagli esseri umani e alla quale occorreva dunque fare riferimento, sarebbero molto ricchi di energia; apparterrebbero a questa categoria tutti i frutti e le verdure purché crudi e appena colti; anche i legumi, il frumento, l'olio d'oliva, come pure il burro, i molluschi e i pesci di mare fintanto che mantengono una certa freschezza;
- da 3000 a 6500 UB: in questa seconda categoria rientrerebbero le uova fresche, l'olio di arachide, le verdure bollite, lo zucchero di canna, il pesce cotto, il latte, il vino specialmente rosso, che Simoneton considerava alimenti di sostegno;
- da 3000 UB in giù: si tratterebbe di alimenti inferiori come la carne cotta, i salumi, il latte bollito, il tè, il caffè, il cioccolato, il pane bianco, e i formaggi fermentati.
- 0 UB: i cibi con nessuna emanazione sono considerati da Simoneton energeticamente morti: avrebbero questa caratteristica tutte le conserve alimentari, le margarine, i prodotti industriali, lo zucchero bianco raffinato, la pasta, i superalcolici, e in genere tutti quelli che abbiano subito lavorazioni chimiche.[4]

Secondo Simoneton, mentre i cibi con carica bassa o nulla ruberebbero energia all'organismo per poter essere assimilati, quelli che emettono vibrazioni elettromagnetiche superiori a una certa soglia apporterebbero un contenuto nutritivo superiore alla loro componente chimica e calorica. Quest'ultima dunque non basterebbe per poter stabilire il valore nutritivo di un alimento.
(Peter Tompkins, La vita segreta delle piante, trad. it., pag. 296, Il Saggiatore, 2009)
Le radiazioni emesse dai cibi risulterebbero visibili anche tramite apposita fotografia Kirlian.

## Altri utilizzi
La scala Bovis viene utilizzata non solo sui cibi, ma anche ad esempio nella geomanzia, per ricercare quei luoghi in grado di emanare energia ed armonia, o anche sull'aura degli esseri viventi per valutarne il grado di salute; in questo campo, l'essere umano viene ritenuto sano se la sua lunghezza d'onda corrisponde ai 6500 UB o oltre, mentre al di sotto di questa soglia insorgerebbero delle patologie.
Concezioni analoghe a quelle di Simoneton sono state sviluppate a tal proposito dal medico inglese Edward Bach, che pensò di sfruttare la presunta energia emessa dai fiori per la cura dei disturbi delle persone.